# 孝子内親王
孝子内親王（たかこないしんのう、1650年11月4日〈慶安3年10月11日〉- 1725年8月4日〈享保10年6月26日〉）は、日本の皇族。後光明天皇の第1皇女。生母は右近衛中将庭田重秀の女、典侍・庭田秀子。

## 生涯
慶安3年（1650年）、後光明天皇の第1皇女として誕生。女一宮と称される。誕生日については10月10日、10月11日、10月15日とするものがある。
承応3年（1654年）、後光明天皇が22歳で崩御。天皇の子女は孝子内親王のみで皇嗣たる男子がなかったため、急遽異母弟の高貴宮（識仁親王、のちの霊元天皇）を皇嗣とし、高貴宮が成長するまでの中継ぎとして同じく異母弟の花町宮良仁親王が後西天皇として即位した。
孝子内親王は後光明天皇の唯一の遺児、嫡流の皇女として重んじられ、天和3年12月（1684年1月）に内親王宣下、次いで宝永5年（1708年）には一品に叙されている。また孝子内親王は当時の女性皇族によく見られたように出家することもなく、また摂関家に嫁ぐこともなく生涯独身を通した。
享保10年（1725年）に76歳で没すると、准三宮宣下、次いで女院として院号宣下がなされて礼成門院（れいせいもんいん）と称された。帝位と京都を追われた後醍醐天皇の正妃西園寺禧子に宣下されたことがある女院号であるが、後醍醐天皇の復位で院号を宣下した北朝政権そのものが白紙に戻され、死後新たに後京極院の院号が奉られたので、問題視されなかったのであろう。
天皇の后妃、生母以外での女院号宣下は室町幕府3代将軍足利義満の正室北山院（日野康子）以来約320年ぶりで、現在に至るまで孝子内親王が最後の例である。
墓所は京都市上京区の般舟院陵内。